# Jaws of Death
Jaws of Death drugi je studijski album njemačkog power metal sastava Primal Fear. Album je objavljen 10. lipnja 1999. godine, a objavila ga je diskografska kuća Nuclear Blast.

## Popis pjesama
| 1.    | »Jaws of Death« (instrumental) | 0:22 |
| 2.    | »Final Embrace«                | 5:08 |
| 3.    | »Save a Prayer«                | 3:37 |
| 4.    | »Church of Blood«              | 5:14 |
| 5.    | »Into the Future«              | 4:06 |
| 6.    | »Under Your Spell«             | 5:36 |
| 7.    | »Play to Kill«                 | 4:01 |
| 8.    | »Nation in Fear«               | 5:25 |
| 9.    | »When the Night Comes«         | 5:15 |
| 10.   | »Fight to Survive«             | 6:00 |
| 11.   | »Hatred in My Soul«            | 4:55 |
| 49:39 |                                |      |

## Zasluge
Primal Fear
- Ralf Scheepers	– vokali
- Tom Naumann – gitara
- Stefan Leibing – gitara, inženjer zvuka
- Mat Sinner – bas-gitara, prateći vokali, producent
- Klaus Sperling	– bubnjevi, prateći vokali

Ostalo osoblje
- Achim "Akeem" Köhler – inženjer zvuka, miksanje, mastering
- Ingmar Schelzel – dodatni inženjer zvuka
- Robert Valdez – dodatni inženjer zvuka
- Stephan Lohrmann – omot albuma
- Rainer Ill – fotografija
- Matthias Moser – fotografija
- Martin Fust – fotografija
- Mitch Howell – pomoćnik inženjera zvuka
- H. P. Pietschmann – ilustracije

## Vanjske poveznice
- (eng.) Primal Fear: Jaws of Death, Discogs
- (eng.) Primal Fear: Jaws of Death, Encyclopaedia Metallum The Metal Archives
- (eng.) YouTube PRIMAL FEAR Apocalpyse Album Review | Overkill Reviews, BangerTV - All Metal
- (eng.) Primal Fear - Jaws of Death Lyrics and Tracklist Genius.com